# Dioxitek S.A.
Dioxitek S.A. es una sociedad anónima estatal argentina. Fue creada por el Poder Ejecutivo Nacional para garantizar el suministro de dióxido de uranio que se utiliza en la fabricación de los elementos combustibles para las centrales nucleares de Embalse y Atucha I. La planta industrial está ubicada en el Barrio Alta Córdoba de la Ciudad de Córdoba y entró en funcionamiento en el año 1982 haciéndose cargo Dioxitek S.A. de su operación en mayo de 1997. 
Produce polvo de dióxido de uranio de pureza nuclear grado cerámico, empleado en la fabricación de los elementos combustibles que usan las centrales nucleares de Atucha I y Embalse y Cobalto-60, utilizado para la preservación de alimentos, la esterilización de insumos quirúrgicos para medicina, el tratamiento de residuos hospitalarios patógenos y el tratamiento de enfermedades tumorales, entre otros.
Es propiedad del Ministerio de Desarrollo Productivo (51%), la Comisión Nacional de Energía Atómica (48%) y el Gobierno de la Provincia de Mendoza (1%).
Luego de su creación en mayo de 1950, la CNEA comenzó a realizar tareas sistemáticas de reconocimiento, prospección y evaluación de los recursos uraníferos existentes en el país donde participó la Universidad Nacional de Cuyo, se comenzó a trabajar en la metodología para concentrar el mineral hasta alcanzar un producto de valor comercial. Los laboratorios de la CNEA junto a la Facultad de Ingeniería Química de la Universidad Nacional del Litoral sentaron las bases de la hidrometalurgia del uranio.

## Productos y Servicios
El dióxido de uranio es el único combustible nuclear actualmente utilizado para generar energía y reviste un alto valor estratégico al abastecer a las centrales Embalse y Atucha I. La planta industrial de Dioxitek S.A. forma parte del ciclo del combustible nuclear que comprende las siguientes etapas:
- La exploración y prospección del mineral de uranio.
- La explotación de los yacimientos y el tratamiento de los minerales para la obtención del concentrado de uranio. (COMPLEJO MINERO FABRIL SAN RAFAEL)
- La purificación y su conversión a polvo de dióxido de uranio, a cargo actualmente de DIOXITEK S.A.
- La fabricación de los elementos combustibles. (CONUAR-FAE)

Dioxitek S.A. incorporó en el año 2002 una nueva actividad como es el diseño, producción y comercialización de fuentes selladas de Cobalto-60, convirtiéndose en el tercer productor mundial de Fuentes Selladas, y el primero a nivel Latinoamericano y del Hemisferio Sur. El 90 % del valor incorporado a estos productos corresponde a tecnología y Know-how. El Cobalto-60 es un metal que se caracteriza por emitir energía en forma de rayos llamados Gamma, conocida también como energía ionizante y se produce en la Central Nuclear Embalse.
El Departamento Control de Calidad y Ensayos de Dioxitek S.A. a través de sus laboratorios químico y físico, ofrece una serie sus servicios analíticos:
- Elemental por ICP-MS (Espectrometría de masas con fuente de plasma inductivamente acoplado)
- Isotopía por ICP-MS (Espectrometría de masas con fuente de plasma inductivamente acoplado)
- Elemental por Absorción Atómica (Espectrometría de absorción atómica, aspiración directa).

Desde el 2007 está dirigida por el cordobés Lic. Gustavo Navarro, Dioxitek S.A. suscribió en 2007 un convenio de cooperación con la Facultad Regional Córdoba de la UTN para estudiar la localización de una nueva planta de producción de dióxido de uranio (UO2), cuya construcción insumirá unos 32 millones de dólares y que deberá entrar en funcionamiento a mediados de 2011. La nueva instalación tendrá una capacidad de producción de polvo de dióxido de uranio de 300 toneladas/año, duplicando de esta manera la capacidad de la planta actual.
Durante el gobierno de Cristina Fernández de Kirchner se pone en marcha la Central Presidente Néstor Kirchner (ex atucha II), junto a la actualización de la Central Nuclear Embalse, lo que obliga al país a contar con una nueva Planta de Purificación de Uranio de gran capacidad para seguir autoabasteciendo la actividad. El Proyecto NPUO2 implica el diseño, construcción, montaje y puesta en marcha de una planta industrial que contará con la tecnología más avanzada que existe actualmente para este tipo de instalaciones a nivel mundial. Para ello se está construyó la nueva planta de Dioxitek con  capacidad para producir 460 toneladas de dióxido de uranio por año, triplicandoel nivel de producción nacional, con dos módulos de producción con una capacidad de procesamiento de 230 t/año cada uno.
Dioxitek es la única empresa en Argentina que produce el polvo de dióxido de uranio de pureza nuclear grado cerámico, que es el material que se emplea en la fabricación de los elementos combustibles que usan los reactores nucleares. Utilizando concentrado de uranio es un producto sólido denominado comercialmente concentrado de uranio, el que es transformado en un complejo proceso químico. En 2014 comienza rl Proyecto Planta Procesadora de Dióxido de Uranio en Córdoba debido a la reactivación de las actividades nucleares con fines pacíficos que lleva adelante el país desde 2006. La nueva planta de Dioxitek tendrá capacidad para producir 460 toneladas de dióxido de uranio por año, lo que significa triplicar el actual nivel de producción del país.
En 2015 inició la construcción del Polo Científico, Tecnológico y de Innovación y del Proyecto de la Nueva Planta de procesamiento de Uranio (NPU) presentado por la Empresa DIOXITEK S.A., presentadas en el marco de la Ley 1060 de la provincia de Formosa. esta planta contendrá más de 17 mil metros cuadrados de superficie, implicando una inversión superior a los $800 millones. En 2017 el Gobierno nacional buscó privatizar el 51 por ciento de las acciones mediante un decreto de necesidad y urgencia del  presidente Mauricio Macri y su ministro de Energía, Juan José Aranguren. Entre 2015 y 2019 la empresa paso de un superávit de 129 millones de pesos a un déficit consolidado de 65 millones para 2019 al mismo tiempo que se denunciaron negociados con terrenos de la empresa por parte de políticos de la UCR  y Cambiemos de Córdoba y directivos de la empresa en 2018 que respondian al nuevo gobierno. se recortó el presupuesto en un 57%, pasando de destinar 363 millones de dólares en 2015 a 161 millones, cuatro años después.
En el balance contable de 2020 la empresa género ganancias netas por 10.733 millones de pesos mientras que género en impuestos ingresos para el estado de 31.903 millones de pesos.